# 黄国松
黄国松（英語：Peter Ng Kok Song；1948年2月11日—），是新加坡投资者、基金经理和企业家，于 2007 年至 2013 年期间担任新加坡政府投资公司 (GIC)首席投资官，并于1985年至1986年期间担任新加坡金融管理局董事。他也是资产管理公司Avanda Investment Management （Avanda投资管理公司）的创始人之一。 
除了在GIC和新加坡金融管理局 (MAS)担任职务外，黄国松还是新加坡国际货币交易所（新交所集团的前身）的创始主席。他还于 2013 年至 2018 年期间担任新交所集团董事会成员，并于 2003 年至 2005 年期间担任淡马锡控股公司董事会成员。
2023年，黄国松宣布将竞选原定于当年举行的新加坡总统选举。他成功获得总统选举委员会颁发的资格证书，并随后在提名日获得提名。

## 早年生活和教育
黄国松出生于新加坡，在 11 个孩子中排行第二，父亲是鱼类拍卖师，母亲是家庭主妇。他在港脚（Kangkar）一栋茅草屋顶、泥地、两间卧室的亚答房子里长大，靠近盛港及实龙岗河。为了养家糊口，黄帮助父亲在当地市场分拣鱼并饲养家里的鸡。
黄国松七岁时受洗加入天主教会，并在附近後港圣母圣诞堂担任祭坛侍童。他一边照顾弟弟妹妹，一边在蒙福中学学习了 12 年。 
黄国松获得了前往加拿大学习工程学的奖学金，但由于家庭经济状况而无法继续学业。相反，他获得公共服务委员会(PSC) 的奖学金到新加坡大学学习物理学，并于1970年毕业并获得荣誉理学学士学位。 
1980年，黄国松以斯隆研究员身份毕业于斯坦福大学，获得管理学理学硕士学位。  
1970年，黄国松在新加坡财政部(MOF) 开始了他的职业生涯。他于1971年加入新加坡金融管理局(MAS)，并于1985年至1986年间担任董事。黄国松还是新加坡国际货币交易所（SIMEX）的创始主席，该交易所现已并入新加坡交易所（SGX）。 
1986年，黄国松加入国家主权财富基金——新加坡政府投资公司（GIC），并于2007年至2013年期间担任其首席投资官他是该基金第一位非外籍董事。 2007年，他被任命为GIC首位集团首席投资官。 2012年，新加坡政府授予其功绩勋章，以表彰他对建设和管理国家储备的贡献。
2001年至2014年，黄国松担任法国国库署(Agence France Trésor)的战略委员会成员。法国政府于2011年授予他“La Croix de Chevalier de la Legion d'Honneur”荣誉军团称号，并于2003年授予他“Officer de l'ordre National du Merite”功绩勋章。 CFA 协会于 2013 年授予他 Thomas L Hansberger 全球投资领导力奖 他是CFA 协会“金融的未来”项目咨询委员会的成员，该项目是一项长期的全球努力，旨在塑造一个值得信赖的金融行业，更好地服务社会。 
2015年，黄国松与在新加坡政府投资公司认识的两位前同事柯伟义和宋诚之创立了Avanda Investment Management （Avanda投资管理公司）。 他们得到了领先机构投资者的支持与捐款帮助成立了这家拥有约40亿美元资产的公司。到2022年，其资产增加了一倍多，达到100亿美元，成为新加坡增长最快的投资公司之一。 
自2017年起，黄国松担任南洋理工大学财富管理学院名誉主席。他是 65 Equity Partners（一家全球投资公司） 的董事会成员以及PIMCO的全球顾问委员会成员。 在公共教育管理领域，他担任马来西亚亚洲商学院的董事会成员。  2017年至2023年，他担任新加坡国立大学李光耀公共政策学院理事会成员。 

## 2023年总统竞选
2023年7月15日，黄国松表示他正在考虑参与2023年新加坡總統選舉。  2023年7月19日，黄国松在家人的陪同下出现在选举部办公室，领取总统候选人提名所需的资格表格。黄国松打算根据其担任 GIC 首席投资官的任期，根据公共服务审议轨道的要求提交自己的申请。 
2023年8月3日，黄国松提交了在留资格认定证明书的申请。  2023年8月18日，他获得总统选举委员会（PEC）颁发的资格证书。 
2023年8月22日，黄国松成功提交了提名文件，确认了他的总统竞选。 黄国松在提名演讲中强调了他的政治中立性以及他在新加坡储备金方面的经验，并表示他从未“属于任何政党”，并且他“在GIC和MAS度过了我的整个职业生涯，帮助建立我们的储备金”。  
2023年9月2日，选举最终结果公布，黄国松获得15.72%的选票。 虽然没有赢得选举，但保留了选举保证金。

## 个人生活
1972年，黄国松与他的第一任妻子徐雪清结婚。两人是在蒙福中学成为同学而认识。他们共有三个孩子。徐雪清于2003年被诊断出患有胃癌，并于2005年去世。自2020年起，黄国松与比他小30岁的加拿大华裔女子刘以真订婚。由于刘以真的母亲于2021年去世，这对夫妇决定遵守惯例的三年哀悼期，推迟结婚，计划预计于2024年在天主教堂喜结良缘。
黄国松是一名天主教徒。他是基督徒默祷的热心支持者—这是由本笃会文之光修士传授给他的。